# Тино Вегар
Тино Вегар (30 січня 1967) — хорватський ватерполіст.
Срібний призер Олімпійських Ігор 1996 року.